# Slag bij Parker's Cross Roads
De Slag bij Parker's Cross Roads  vond plaats op 31 december 1862 in Henderson County, Tennessee tijdens de Amerikaanse Burgeroorlog.

## Achtergrond
Toen de Zuidelijke brigadegeneraal Nathan Bedford Forrest terugkeerde van zijn expeditie uit westelijk Tennessee, probeerde de Noordelijke brigadegeneraal Jeremiah C. Sullivan de terugtocht van Forrest tegen te houden.

## De slag
De eerste schermutselingen tussen beide opponenten vonden plaats bij Parker's Crossroads om 09.00u op 31 december 1862. Forrest stelde zijn eenheden op langs een beboste heuvelrug ten noordwesten van de Noordelijke stellingen, die bij het kruispunt lagen. De Zuidelijke artillerie vuurde op de Noordelijke brigade van Dunham die zich terugtrok. Een kleine kilometer verderop stelde Dunham zijn mannen opnieuw op. Zijn positie werd daarna aangevallen vanuit de flanken en de achterhoede door de cavalerie van Forrest.
Tijdens een pauze in de gevechten stuurde Forrest een boodschap naar Dunham waarin de onvoorwaardelijke overgave geëist werd. Dunham weigerde en hij bereidde zich voor op een nieuwe aanval. Net toen Forrest wilde aanvallen, arriveerde een Noordelijke brigade onder leiding van Fuller. Hij viel de achterhoede van Forrest aan. Forrest keerde een deel van zijn front en sloeg Fullers aanval af. Forrest glipte langs Dunhams troepen en trok zich terug richting Lexington.

## Gevolgen
Forrest bereikte veilig de overzijde van de rivier de Tennessee. Beide zijden eisten de overwinning op. Doorgaans worden de Zuidelijken als overwinnaars aangeduid.